# Matrícula (aeronaus)
La matrícula d'una aeronau és una sèrie alfanumèrica de caràcters que indica el país on està registrada i el seu número de registre únic. Segons s'estipula en el Conveni sobre Aviació Civil Internacional (també conegut com a Conveni de Chicago) aquest codi també ha d'aparèixer al Certificat de Registre expedit per l'Autoritat d'Aviació Civil de l'Estat del país on estigui registrada i que cal portar en tot moment en una aeronau en operació.
La matrícula s'ha de mostrar de manera prominent a l'aeronau i la majoria de països obliguen també a que es col·loqui una placa ignífuga al fuselatge a efectes d'una investigació posterior a un accident on l'avió s'hagi cremat.
Les matrícules es componen de un prefix, que indica el país on s'ha registrat l'aeronau, i un sufix que és el número de registre d'aquell avió en aquell país.